# کئورابونیا
کئورابونیا (به لاتین: Keorabunia) یک منطقهٔ مسکونی در بنگلادش است که در ناحیه برگونه واقع شده‌است.